# Elliant
Elliant (tiếng Breton: Eliant) là một xã của tỉnh Finistère, thuộc vùng Bretagne, miền tây bắc Pháp.

## Dân số
Người dân ở Elliant được gọi là Elliantais.